# Ousanas
Ousanas (fl. 320) fue un influyente rey de Axum durante el período de máximo esplendor del Reino de Axum, en el noreste de África. Su reinado es considerado crucial para la consolidación política y comercial de Axum y para la introducción del cristianismo en el reino, un acontecimiento que tuvo consecuencias duraderas en la historia religiosa de Etiopía.

## Reinado e Introducción del Cristianismo
Según el historiador Stuart Munro-Hay, es "muy probable" que Ousanas fuera el monarca al que los misioneros Aedesius y Frumentius llegaron tras un naufragio, iniciando su rol como tutores y consejeros de la corte axumita. Estos misioneros, de origen fenicio, fueron acogidos en Axum después de un accidente en su ruta marítima, y su influencia en la corte creció con el tiempo. Frumentius, en particular, desempeñó un papel fundamental en la introducción y propagación del cristianismo en el reino.
Durante el reinado de Ousanas, Frumentius se ganó la confianza de la corte y, al regresar a Alejandría, solicitó al obispo Atanasio de Alejandría ser designado como líder espiritual para la comunidad cristiana de Axum. Atanasio, entonces patriarca de Alejandría, consagró a Frumentius como el primer obispo de Etiopía, con el título de "Abba Selama" o "Padre de la Paz". Este hecho sentó las bases para la expansión del cristianismo en el Reino de Axum, consolidando esta fe como religión oficial del Estado y marcando un hito en la historia de la Iglesia Ortodoxa Tewahedo de Etiopía.
La adopción del cristianismo en Axum bajo Ousanas no solo influyó en la identidad religiosa de la región, sino que también estableció relaciones diplomáticas con el Imperio Romano y otros territorios cristianos, generando un ambiente de intercambio cultural y político. La conversión de Axum al cristianismo es vista por muchos historiadores como una estrategia diplomática de Ousanas para fortalecer sus relaciones con las potencias cristianas del Mediterráneo, un factor que contribuyó al aumento de la relevancia de Axum en el comercio internacional de la época.
Además, la adopción del cristianismo marcó un cambio significativo en la iconografía y simbolismo de la corte axumita, evidenciado en las monedas acuñadas durante y después del reinado de Ousanas, las cuales comenzaron a mostrar símbolos cristianos, como la cruz. Este proceso transformó el Reino de Axum en un centro cristiano duradero en el Cuerno de África, una identidad religiosa y cultural que persiste en la región hasta la actualidad.

## Identidad y Nombres
En la tradición etíope, Ousanas es conocido como Ella Allada o Ella Amida. Estos nombres probablemente se relacionan con su título o nombre de trono, mientras que "Ousanas" es el nombre que aparece en las monedas acuñadas durante su reinado. Este uso de nombres distintos sugiere que "Ousanas" era el nombre adoptado en sus relaciones diplomáticas y comerciales, reflejando la internacionalización del comercio axumita y su papel activo en las rutas comerciales de la antigüedad.
Las monedas con el nombre "Ousanas" fueron halladas en diversos yacimientos arqueológicos, lo que evidencia la amplia circulación de la moneda axumita y la influencia de Axum en los intercambios económicos de la región. Este tipo de acuñación, común en Axum durante su reinado, refuerza la idea de que Ousanas se enfocó en fortalecer las conexiones comerciales, promoviendo el reconocimiento del Reino de Axum como un importante centro de comercio en el Cuerno de África y en las rutas que conectaban África con Oriente Medio, India y el Mediterráneo.
La presencia de monedas de Ousanas en hallazgos arqueológicos en la India también sugiere que el Reino de Axum mantenía relaciones diplomáticas y comerciales con regiones tan lejanas, consolidando la importancia de Axum en las rutas marítimas de la antigüedad. Estos intercambios no solo reflejan la habilidad administrativa de Ousanas, sino también la sofisticación de las políticas exteriores axumitas en la época. La influencia de Axum en el comercio internacional ayudó a construir una economía sólida y a fomentar un ambiente de intercambio cultural que contribuyó al florecimiento de la civilización axumita.

## Hipótesis sobre Sembrouthes
El historiador Wolfgang Reinhard Otto Hahn, en un estudio de 1983, propuso que Ousanas podría ser identificado con Sembrouthes, un enigmático gobernante axumita mencionado en una inscripción descubierta en Daqqi Mahari, un sitio arqueológico en la actual Eritrea. La inscripción, que es una de las pocas referencias documentales de Sembrouthes, ha generado debate entre los historiadores sobre la relación entre estos dos nombres y su posible coincidencia en la misma figura histórica.
De acuerdo con esta hipótesis, si Ousanas y Sembrouthes son la misma persona, ello implicaría que Ousanas tuvo un reinado extenso de al menos 27 años. Este período prolongado de gobierno habría permitido a Ousanas consolidar el poder político y militar del reino de Axum, expandir su territorio y reforzar la influencia del reino en el Cuerno de África y más allá. Un reinado de esta duración habría sido excepcional para la época, facilitando la implementación de políticas de expansión comercial y diplomática que situaron a Axum como un actor central en las redes de comercio que conectaban África, Oriente Medio y Asia.
La inscripción también podría estar relacionada con la ambición territorial y la consolidación de Axum sobre territorios vecinos, como Meroe y partes de la costa del Mar Rojo, lo cual reflejaría una política de fortalecimiento del reino mediante alianzas y conquistas estratégicas. Esta identificación entre Ousanas y Sembrouthes sigue siendo objeto de investigación, ya que podría ofrecer nuevas perspectivas sobre la organización política y militar de Axum durante uno de sus períodos de mayor esplendor.

## Expansión Comercial y Descubrimientos Arqueológicos
El descubrimiento de monedas con el nombre de Ousanas en sitios arqueológicos en India, específicamente en la región de Tamil Nadu, a finales de la década de 1990, proporciona evidencia de la extensa red comercial del Reino de Axum y sus conexiones con territorios distantes. Estas monedas, halladas junto a artefactos de otras civilizaciones, confirman que Axum poseía una red de comercio marítimo robusta que conectaba el Cuerno de África con Asia, facilitando el intercambio de bienes como especias, tejidos, metales preciosos y marfil.
El historiador Paul B. Henze destaca la relevancia de estos hallazgos, ya que muestran no solo la amplitud de las rutas comerciales de Axum, sino también su posición estratégica como centro de intercambio entre África, el Oriente Medio y Asia. Durante el reinado de Ousanas, Axum parece haber alcanzado uno de sus puntos más altos de integración en las rutas comerciales internacionales, lo cual generó una prosperidad económica que contribuyó al auge cultural y político del reino.
Estos descubrimientos también refuerzan la hipótesis de que Axum no solo mantenía relaciones comerciales con la India, sino que probablemente interactuaba con otras regiones del océano Índico, incluyendo la península Arábiga y, posiblemente, China. La evidencia arqueológica sugiere que el comercio de Axum incluía productos de lujo y bienes de alto valor, lo cual explica la expansión económica de la región y su papel como una civilización prominente en el comercio global de la antigüedad.
Además, el uso de monedas axumitas en estas rutas refuerza la idea de que Axum desarrolló un sistema monetario reconocido internacionalmente, lo cual era raro en las civilizaciones africanas de la época. Este sistema monetario, con monedas que llevaban el nombre de Ousanas, subraya la influencia económica y cultural de su reinado y demuestra la sofisticación administrativa de Axum en el ámbito del comercio intercontinental.

## Legado
El reinado de Ousanas marca un hito fundamental en la historia del Reino de Axum, tanto por su expansión territorial y consolidación económica como por su influencia religiosa, que dejó una huella duradera en la región. Durante su reinado, la introducción del cristianismo se convirtió en uno de los eventos más trascendentales, estableciendo una identidad religiosa que ha perdurado a través de los siglos y que sigue siendo fundamental en la actual Iglesia Ortodoxa Etíope. Este legado religioso colocó a Axum como uno de los primeros reinos en adoptar oficialmente el cristianismo, alineando su fe con otros imperios cristianos de la época, como el Imperio Romano.
El impacto de Ousanas no se limitó a lo religioso; su reinado también consolidó a Axum como un centro comercial influyente en África Oriental y en las redes de comercio internacional de la antigüedad. La importancia de Axum en el comercio de bienes de lujo, tales como incienso, marfil, y oro, lo convirtió en un nexo estratégico entre África, el Mediterráneo, y Asia. El sistema monetario axumita, con monedas que llevaban el nombre de Ousanas, evidenció la sofisticación administrativa y comercial de su gobierno, reforzando el estatus de Axum como una de las potencias económicas de la época.
Además, el legado de Ousanas se refleja en la influencia cultural y política que ejerció Axum en el Cuerno de África, inspirando la estructura de poder de los reinos etíopes posteriores. Su reinado fortaleció una identidad cultural y política axumita que continuaría floreciendo en los siglos siguientes, estableciendo las bases para un reino que es recordado como una de las grandes civilizaciones africanas. El patrimonio de Axum, incluyendo sus monumentos y prácticas religiosas, es hoy en día reconocido como Patrimonio de la Humanidad por la UNESCO, lo cual destaca la relevancia histórica y cultural del reino y del legado de Ousanas.